# Coronel Sapucaia
Coronel Sapucaia es un municipio brasileño ubicado en el sur del estado de Mato Grosso do Sul, fue fundado el 31 de diciembre de 1985.
Situado a una altitud de 510 m s. n. m., su población según los datos del IBGE es de 14.569 habitantes, la superficie es de 1.028 km².
Limita con Capitán Bado en Paraguay, Amambai, Aral Moreira y Paranhos.
Debe su nombre en honor al Coronel del Ejército Brasileño, Orlando Sapucaia, destacado militar de su país.

## Coronel Orlando Olsen Sapucaia
Coronel Sapucaia es el tercer nombre del municipio y vino en reconocimiento al gran héroe militar del mismo nombre. 
Nacido el 30 de octubre de 1918 en la ciudad de Canoinhas (Santa Catarina), cursó la escuela primaria en Belo Horizonte y la secundaria en el Colégio Militar do Rio de Janeiro. En 1937 ingresó a la Escuela Militar de Realengo, egresando en 1940 en el Arma de Caballería. 
Como Aspirante, en su 1º Grado, servirá en el 11º RCI (11º Regimiento de Caballería Independiente) en la ciudad de Ponta Porã. Desde entonces, cada vez que lo trasladaban, pedía volver a trabajar en Ponta Porã. 
Durante todos los años que sirvió en Mato Grosso, se convirtió en un verdadero nativo de Mato Grosso, llegando incluso a decir que los mejores años de su vida los pasó en este estado.
Haciendo de su vida militar un servicio social, de real ayuda a la población, se fue a tierras de Mato Grosso, principalmente, donde vivió como quiso, siempre trabajando por un Brasil mejor, más justo, junto a su gente. En 1961 fue trasladado al DAE, en Realengo (Río de Janeiro), donde falleció el 15 de enero de 1963.